# Erzgebirgskrimi – Der letzte Bissen
Der letzte Bissen ist ein deutscher Fernsehfilm von Ulrich Zrenner aus dem Jahr 2021. Es handelt sich um die vierte Episode der ZDF-Kriminalfilmreihe Erzgebirgskrimi mit Kai Scheve als Robert Winkler und Lara Mandoki als Karina Szabo in den Hauptrollen. Der Film wurde am 9. Oktober 2021 in der ZDF-Mediathek veröffentlicht und am 16. Oktober im ZDF zum ersten Mal ausgestrahlt.

## Handlung
Hauptkommissar Robert Winkler und seine Kollegin Karina Szabo ermitteln im Mordfall an dem Richter Dr. Drösser, der in seinem Jagdrevier von einem Unbekannten erschossen wurde. Markant ist die Tatwaffe, denn es handelt sich aller Wahrscheinlichkeit nach um ein antikes Jagdgewehr: einen Vorderlader, der mit Bleikugeln bestückt wird. Drösser hat sich durch seine Arbeit als Richter viele Feinde gemacht, die somit als Täter in Frage kommen. Darunter sind der Imker Ronny Beer und die Bio-Bäuerin Carmen Weißflog, die sich benachteiligt fühlen, da Drösser seinen Freund, den Großbauern Arnold Huber, ihrer Ansicht nach in früheren Verfahren begünstigte.
Nachdem in der Bevölkerung bekannt wird, dass der Richter mit einer historischen Langwaffe erschossen wurde, macht die Legende vom „Stülpner-Karl“ die Runde: ein Mann, der als „sächsischer Robin Hood“ in die Geschichte des Erzgebirges eingegangen ist. Die Suche nach der Waffe führt zu einer Theatergruppe im Nachbarort, die ein solches Gewehr als gestohlen gemeldet hat. Der dortige Requisiteur, Martin Ganser, erklärt aber, dass das verschwundene Objekt nicht funktionsfähig gewesen sei.
Wenige Tage später wird auch Großbauer Huber erschossen aufgefunden. Auch hier deutet zunächst alles auf den unbekannten Rächer hin, doch wurde diesmal ein normales Jagdgewehr für die Tat benutzt. Laut einer SMS auf Hubers Handy wurde er vom „Stülpner-Karl“ in den Wald bestellt. Noch in der Nacht bricht der vermeintliche Täter bei Huber ein und bringt sämtliches Bargeld an sich, das er im Haus findet. Am nächsten Morgen erhalten zahlreiche Leute im Ort Geldgeschenke vom „Stülpner-Karl“. Bei den Untersuchungen am Huber-Hof finden Winkler und Szabo größere Mengen Pestizide, die in unmittelbarer Nähe der Unterkunft der Erntehelfer gelagert werden, welche aber zurzeit in ihr Heimatland zurückgekehrt sind. Karina Szabo lässt das keine Ruhe und nach ihren Recherchen hatte hier bis vor kurzem eine Maria gearbeitet, die massiv mit den Pestiziden in Kontakt gekommen war und daraufhin schwer erkrankte. Trotz einer Anzeige des Freundes von Maria wurde Huber freigesprochen. Inzwischen gibt es Indizien, die gegen Sebastian Kreuzig, den Vorarbeiter Hubers, als Täter sprechen. Mit den Fakten konfrontiert, gibt er zu, Huber erschossen zu haben, weil er nicht mehr länger mit ansehen konnte, wie der die Menschen um sich herum und vor allem seine Frau behandelt hatte. Der Mord am Richter brachte ihn auf die Idee, den ungeliebten Chef für seine Unmenschlichkeit zu bestrafen. Zur Klärung des Mordes an Richter Drösser erhält Robert Winkler einen wichtigen Hinweis, der zu Martin Ganser, dem Requisiteur der Theatergruppe führt. Er war der Freund von Marie, die von ihm schwanger war, aber das Kind aufgrund der Vergiftung verloren hatte und ebenfalls gestorben war. Ihre Beerdigung fand am Tag vor der Ermordung des Richters statt. Ganser kann festgenommen werden, als er gerade versucht, einen weiteren Mord zu begehen.

## Hintergrund
Der Film wurde vom 18. August 2020 bis 17. September 2020 an Schauplätzen in Schneeberg im Erzgebirge und Umgebung gedreht, unter anderem in dem Naturtheater Greifensteine sowie bei den Teufelssteinen im Steinbachtal. Die Folge wurde am 16. Oktober 2021 im ZDF erstausgestrahlt. Der Titel Der letzte Bissen rührt von dem weidmännischen Brauch her, dem erlegten Wild einen Tannenzweig ins Maul zu stecken. Mit diesem Zeichen wurden auch die beiden Mordopfer aufgefunden.

## Rezeption

### Einschaltquote
Die Erstausstrahlung von Erzgebirgskrimi – Der letzte Bissen am 16. Oktober 2021 wurde in Deutschland von 6,83 Millionen Zuschauern gesehen und erreichte einen Marktanteil von 23,8 Prozent für das Zweite Deutschen Fernsehen.

### Kritik
Tilmann P. Gangloff urteilte für tittelbach.tv und schrieb: In dem für den Film verarbeiteten „historischen Hintergrund liegt der eigentliche Reiz der Geschichte. Ansonsten entspricht sie weitgehend den gängigen Krimikonventionen.“ Er lobte die Inszenierung, die „sichtbar um optische Abwechslung bemüht ist. Die Kamera (Wolf Siegelmann) ist viel in Bewegung, wenn auch auf sanfte Weise, wählt hin und wieder mal eine ausgefallene Perspektive und weidet sich natürlich in Form diverser Luftbilder an der Schönheit der Landschaft. ‚Der letzte Bissen‘ fällt zudem schon allein wegen der vielen Außenaufnahmen aus dem Rahmen. Zu den besonderen Schauplätzen des Films zählen die bizarren Felsformationen der Teufelssteine im Steinbachtal sowie die Naturbühne Greifensteine.“
Bei Prisma.de schrieb Hans Czerny: „Wer es bisher noch nicht wusste, weiß es spätestens jetzt: Auch das Erzgebirge, auch Sachsen hatte seinen Robin Hood“ und „auf recht verwinkelten Pfaden kommt die modernisierte Story ans Ziel.“ „Das Loblied vom Volkshelden, der den Armen gibt, was er den Reichen nimmt, setzt sich im Gedächtnis fest. Gut und Böse – eine klare Sache und wenig verzwickt. Der Heimatkrimi als solcher sollte sich an dieser Linie vielleicht ein Beispiel nehmen.“
Oliver Armknecht von film-rezensionen.de meinte, der Krimi „thematisiert, wie die Reichen praktisch alles tun können, ohne dafür zur Rechenschaft gezogen zu werden. Wenn dann jemand aus dem Volk einen solchen ermordet, dann geschieht das praktisch zum Wohle aller – so wird zumindest impliziert.“ „Tatsächlich interessant ist der Film jedoch nicht.“ „Die Ermittelnden lassen jede Persönlichkeit vermissen. Man bekommt hier einfach kein Gefühl dafür, wer sie als Menschen sein sollen.“ „Angesichts der unzähligen Krimis, die das öffentlich-rechtliche Fernsehen jede Woche zeigt, braucht es […] mehr als ein paar hübsche Naturkulissen, um wirklich in Erinnerung zu bleiben.“